# Juazeiro do Norte
Juazeiro do Norte é um município brasileiro do estado do Ceará. Localiza-se na Região Metropolitana do Cariri, no sul do estado, distante 491 km da capital, Fortaleza, a uma altitude de 377 metros acima do nível do mar. Ocupa uma área de 258,788 km², com uma população de 303 004 habitantes, de acordo com o Censo demográfico de 2024, sendo o terceiro mais populoso do Ceará (depois de Fortaleza e Caucaia), o maior do interior cearense, e o 96° do Brasil. É um dos municípios de maior população do interior do Nordeste, ocupando o sexto lugar, e uma taxa de urbanização de de 95,3%.
Devido à figura de Padre Cícero, é considerado um dos três maiores centros de religiosidade popular do Brasil, juntamente com Aparecida (SP) e Nova Trento (SC). Juazeiro é ainda um grande polo cultural do Brasil, sendo um dos maiores centros de artesanato e cordel do nordeste do país. A cidade tem ainda um dos maiores polos acadêmicos do interior nordestino, e é considerada como uma "Capital regional" sendo reconhecida como a "Metrópole do Cariri".

## Toponímia
O topônimo "Juazeiro" tem origem na denominação da árvore juazeiro, cujo nome científico é ziziphus joazeiro, da família das ramnáceas, típica do semiárido brasileiro. Juazeiro é uma palavra de origem híbrida (tupi e português): "juá" ou "iu-á" (fruto de espinho) e o sufixo "eiro".
O município adotou o atual nome em 30 de dezembro de 1943, por meio do decreto estadual n° 1.114.

## História
Juazeiro do Norte era inicialmente um distrito da cidade vizinha Crato, até que o jovem Padre Cícero Romão Batista resolveu se fixar como pároco no lugarejo, até então sem capelão e, portanto, sem os serviços religiosos. Padre Cícero, nascido em 24 de março de 1844, foi um dos responsáveis, tempos depois, pela emancipação e independência da cidade. Por conta do chamado "milagre em Juazeiro" (quando Padre Cícero deu a hóstia sagrada à beata Maria de Araújo, a hóstia se transformou em sangue), a figura do padre assumiu características místicas e passou a ser venerado pelo povo como um santo. Hoje a cidade é a terceira do estado e referência no Nordeste graças ao padre.

### Tabuleiro Grande

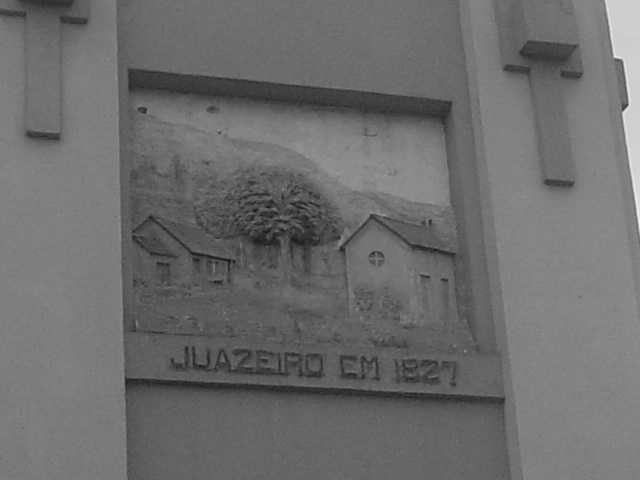
Detalhe na praça central de como era a cidade em 1827

Em 1827, o padre Pedro Ribeiro de Carvalho construiu uma capela em louvor a Nossa Senhora das Dores, próxima à estrada real que ligava o Crato a Missão Velha. Esta capela foi erguida em frente a um frondoso juazeiro, o que viria, posteriormente, a denominar a cidade. O padre cede terrenos para a construção de casas em torno da capela, assim nascendo o povoado de Tabuleiro Grande, que não passava de um aglomerado de casas de taipa e algumas de tijolos convergindo para a capela. O povoado era um mero entreposto e servia de ponto de apoio para aqueles que se dirigiam ao Crato, tendo um desenvolvimento lento antes da chegada do Padre Cícero.
No Natal de 1871, Padre Cícero recebeu o convite para rezar a missa do galo no povoado. Era para ser apenas uma celebração, mas em 11 de abril de 1872, o padre retornaria a Tabuleiro Grande, acompanhado de alguns familiares para se fixar no povoado. Segundo o próprio padre, a decisão decorreu de um sonho, onde viu Jesus Cristo e os doze apóstolos sentados a uma mesa, em seguida uma multidão de peregrinos marcados pela fome e pela dor adentra no local, então Jesus Cristo diz estar decepcionado com a humanidade, mas que está disposto a fazer um último sacrifício para salvar o mundo, então vira-se para o padre e ordena: "E você, Padre Cícero, tome conta deles".
Com o lema "cada casa uma oficina, cada oficina um oratório", logo que chegou, o sacerdote tratou de mudar os costumes profanos do local e tornar comum a prática dos sacramentos. Inspirado por Padre Ibiapina, Padre Cícero criou as Casas de Caridade, organizações tocadas por beatas e que visavam a levar educação, saúde e auxílio religioso ao povo. As Casas de Caridade se espalharam pelo entorno de Juazeiro, sendo a mais famosa delas situada no Sítio Caldeirão sob o comando do beato José Lourenço. Inúmeras oficinas foram criadas, com destaque para as de produção de velas, imagens sacras e calçados. O jeito simples e carismático do padre contagiava a população que cada vez mais se entregava à religião e ao trabalho.

### O milagre da hóstia

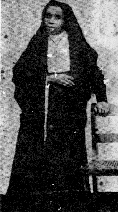
Beata Maria de Araújo

Durante uma missa em 1.º de março de 1889, Padre Cícero ministrava a comunhão aos fiéis; quando ministrou o sacramento à beata Maria de Araújo, a hóstia se transformou em sangue. O fato teria se repetido diversas vezes durante cerca de dois anos. A população logo atribuiu ser um milagre.
Padre Cícero, cauteloso, pediu à diocese que enviasse uma comissão para investigar o fenômeno e pediu aos fiéis que não comentassem a respeito do mesmo, porém este pedido foi em vão, visto que a notícia logo se espalhou por todo o Nordeste e em uma rapidez extraordinária chegou ao Sul do Brasil. A comissão era formada pelo Marcos Rodrigues Madeira (médico do Rio de Janeiro), Ildefonso Correia Lima (médico e professor da Faculdade do Rio de Janeiro), Joaquim Secundo Chaves (farmacêutico), e diversos padres da região.
Após longos estudos, inclusive podendo testemunhar o fenômeno da transformação por diversas vezes, a comissão concluiu que o "facto da ordem dos observados não podem ser explicados pelo jogo natural dos agentes naturais, sendo forçoso aceitar a intervenção de um agente inteligente oculto que represente a causa, o qual, no caso em questão, acredito em ser Deus" (trecho de carta escrita por Ildefonso Correia Lima e reconhecida a letra em firma pelo cartório do Crato).
Apesar da comissão provar que não existia explicação para o fenômeno, o bispo Dom Joaquim enviou uma segunda comissão liderada pelos padres Alexandrino de Alencar e Manuel Cândido para analisar o caso. Esta comissão declarou que o fenômeno era uma farsa. Baseado no segundo relatório, Dom Joaquim mandou enclausurar a beata Maria de Araújo em um convento e suspendeu as ordens sacerdotais de Padre Cícero.
O milagre de Padre Cícero atraiu para Tabuleiro Grande um grande número de pessoas. Com isso, o povoado cresceu bastante, com a abertura de novas ruas e a construção de casas, tudo no entorno da fé popular. Surgiam os pequenos negócios com melhores perspectivas e o Padre Cícero sempre aconselhando: “em cada casa um santuário e em cada quintal, uma oficina”. Os espaços sagrado e econômico se entrelaçaram com o trabalho e a fé caminhando juntos a ponto de servir como alicerce para o desenvolvimento de Juazeiro.

### Emancipação
Desde o início do século XX, Tabuleiro Grande buscava desvincular-se do Crato, tendo como argumento principal o fato de que o povoado se tornara maior e mais importante que a sede. De fato, Tabuleiro Grande apresentou um crescimento surpreendente, chegando a rivalizar até mesmo com a capital Fortaleza. O movimento em prol da emancipação ganhou força em 1909, com a chegada do Padre Alencar Peixoto e de José Marrocos, ambos fundaram o jornal "O Rebate", o qual se tornou o principal difusor do projeto. No mesmo ano, houve uma greve geral da população, causando prejuízos à economia do Crato. Em 1910, foi organizada uma passeata pela emancipação, reunindo aproximadamente quinze mil pessoas. Em 22 de julho de 1911, a emancipação é concedida através da lei n° 1.028, a vila criada passa a se chamar Juazeiro, e Padre Cícero é eleito o primeiro prefeito. A Lei Estadual n.º 1.178, de 23 de julho de 1914, eleva a vila de Juazeiro à categoria de cidade, com a mesma denominação. A denominação "Juazeiro do Norte" só veio com em 30 de dezembro de 1943, por meio do Decreto Estadual n° 1.114.

### Sedição de Juazeiro
Em 4 de outubro de 1911, Padre Cícero e outros dezesseis líderes políticos da região firmaram um acordo de cooperação entre si e apoio ao governador Antônio Pinto Nogueira Accioli. Tal evento ficou conhecido como pacto dos coronéis e representa um marco na história do coronelismo brasileiro.

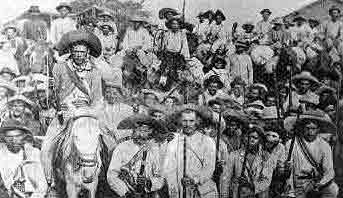
Jagunços da Sedição de Juazeiro

No ano seguinte, o então presidente da República Hermes da Fonseca depôs o governador Nogueira Accioli e nomeou o coronel Marcos Franco Rabelo como interventor do Ceará. Houve eleição apenas para vice-governador onde Padre Cícero foi o escolhido. Depois de assumir o posto, Franco Rabelo rompe com o Partido Republicano Conservador (PRC) e passa a perseguir Padre Cícero, chegando a destituí-lo da prefeitura de Juazeiro e a mandar um batalhão da Polícia estadual prender o padre. Então, o médico Floro Bartolomeu (braço direito do padre) reuniu jagunços e romeiros para proteger Padre Cícero. Em apenas uma semana, os romeiros cavaram um valado de nove quilômetros de extensão cercando toda a cidade e ergueram uma muralha de pedra na colina do Horto, a fortificação recebeu o nome de "Círculo da Mãe de Deus". O batalhão ao ver que seria impossível romper o círculo, recuou e pediu reforços.
Um contingente muito maior foi enviado a Juazeiro, levando consigo um canhão para derrubar a muralha que protegia a cidade, porém, o canhão falhou e os romeiros armados apenas com algumas espingardas, facas, foices e muita fé venceram os invasores. O canhão foi tomado e está exposto até hoje no "Memorial Padre Cícero". Floro Bartolomeu consegue então o apoio do Presidente Hermes da Fonseca e do Senador Pinheiro Machado, e parte para Fortaleza com o intuito de derrubar o governador. No caminho, os romeiros tomam o poder de Crato, Barbalha, Estação Afonso Pena (próxima a Iguatu), Messejana, Maracanaú e Maranguape, fechando todas as entradas da capital, enquanto uma esquadrilha da Marinha de Guerra capitaneada pelo Cruzador Barroso impõe um bloqueio marítimo à cidade. Franco Rabelo é deposto e eleições são convocadas onde Benjamim Liberato Barroso é eleito governador e Padre Cícero mais uma vez eleito vice. Vitoriosos, os romeiros retornam a Juazeiro desarmados e desocupam as cidades tomadas durante a sedição.

### Batalhão Patriótico
Em 1925, a coluna Prestes percorria o interior do Brasil. O governo federal montava diversos grupos armados para combater o bando. Na região o encarregado de organizar a milícia foi o médico Floro Bartolomeu, que criou o chamado Batalhão Patriótico.

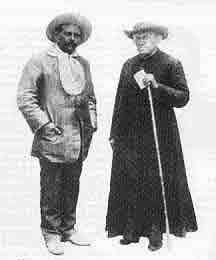
Floro Bartolomeu e Padre Cícero, líderes políticos de Juazeiro

Para fortalecer o grupo, Floro teve uma ideia inusitada: convidar o temido cangaceiro Lampião para integrar o Batalhão Patriótico. Como argumentos, o caudilho usou o nome de Padre Cícero e ofertou a anistia ao bando de Lampião.
Em 1926, Lampião chegou em Juazeiro, acompanhado de quarenta e nove homens com o intuito de servir ao Batalhão Patriótico. Ao contrário do que os cangaceiros achavam, Padre Cícero somente ficou sabendo do acordo alguns dias antes da chegada do bando a Juazeiro. Em outra versão, defendida pelo historiador Billy James Chandler, o convite teria sido feito pelo próprio sacerdote.
Como Floro Bartolomeu estava no Rio de Janeiro em tratamento médico, o general das forças juazeirenses Pedro de Albuquerque Uchoa foi o encarregado de conceder a patente de capitão ao cangaceiro.
Ao encontrar Lampião e seu bando, Padre Cícero recomendou que abandonassem o cangaço e que passassem a respeitar as leis. Uma de suas frases mais conhecidas foi proferida nesse encontro: "Quem matou não mate mais, quem roubou não roube mais".
Os cangaceiros deixaram Juazeiro sem receber a anistia prometida e sem nunca enfrentar a coluna Prestes.

## Geografia
O município exerce forte influência sobre todo Sul do Ceará, sendo um importante centro de compras e serviços regionais. Todo este desenvolvimento resultou em uma grande integração com os municípios vizinhos de Crato e Barbalha.
A vegetação predominante é a típica do semiárido, mais especificamente floresta caducifólia espinhosa. Em determinados pontos, existem matas de transição. O nome do município decorre de uma árvore bastante comum na região, o Juazeiro. Ao longo das margens dos rios existe a chamada mata de galeria, vegetação original caracterizada pela umidade em contraste com regiões adjacentes mais secas.
Na área urbana a vegetação se resume às praças e parques, sendo a principal área verde, o Parque Ecológico das Timbaúbas, uma área voltada para o adensamento de bosques, visando a preservação de importantes mananciais hídricos ali localizados. É também uma área voltada para o lazer, tendo alguns equipamentos como pista de skate, espaço para cooper e anfiteatro.
Com exceção da Serra do Horto e de uma depressão entre os bairros Timbaúbas e Limoeiro, o relevo do município é regular. A área onde a cidade foi erguida se localiza em um vale encravado na Chapada do Araripe. 

Geopark
Desde 2006, o município integra o Geopark Araripe, primeiro Geoparque das Américas, chancelado pela UNESCO, devido às rochas de 650 milhões de anos encontradas no Geossítio Colina do Horto. Além disso, a cultura, saberes e tradições da cidade garantem o envolvimento da população no programa, alavancando o desenvolvimento sustentável em Juazeiro do Norte.

### Clima
A pluviosidade no município é de 1 133 milímetros anuais, com temperaturas que variam, conforme a época do ano e local, de mínimas de aproximadamente 22 °C até máximas de 33 °C. As médias térmicas mensais, no entanto, giram entre 24 °C e 27 °C.
Segundo dados do Instituto Nacional de Meteorologia (INMET), referentes ao período de 1961 a 1970, a menor temperatura registrada em Juazeiro do Norte foi de 11 °C em 17 de agosto de 1962, e a maior atingiu 38,8 °C em 8 de novembro de 1961. Os maiores acumulado de precipitação em 24 horas foram 120,8 mm em 26 de novembro de 1962 e 110,6 mm em 16 de março de 1963. O menor índice de umidade relativa do ar foi de 13%, em 29 de novembro de 1970.
| Dados climatológicos para Juazeiro do Norte                                                                                     | Dados climatológicos para Juazeiro do Norte | Dados climatológicos para Juazeiro do Norte | Dados climatológicos para Juazeiro do Norte | Dados climatológicos para Juazeiro do Norte | Dados climatológicos para Juazeiro do Norte | Dados climatológicos para Juazeiro do Norte | Dados climatológicos para Juazeiro do Norte | Dados climatológicos para Juazeiro do Norte | Dados climatológicos para Juazeiro do Norte | Dados climatológicos para Juazeiro do Norte | Dados climatológicos para Juazeiro do Norte | Dados climatológicos para Juazeiro do Norte | Dados climatológicos para Juazeiro do Norte |
| Mês | Jan                                         | Fev                                         | Mar                                         | Abr                                         | Mai                                         | Jun                                         | Jul                                         | Ago                                         | Set                                         | Out                                         | Nov                                         | Dez                                         | Ano                                         |
| --- | ------------------------------------------- | ------------------------------------------- | ------------------------------------------- | ------------------------------------------- | ------------------------------------------- | ------------------------------------------- | ------------------------------------------- | ------------------------------------------- | ------------------------------------------- | ------------------------------------------- | ------------------------------------------- | ------------------------------------------- | ------------------------------------------- |
| Temperatura máxima recorde (°C)                                                                                                 | 37,2                                        | 36,7                                        | 38,7                                        | 33,7                                        | 34,6                                        | 34,6                                        | 36,8                                        | 36,4                                        | 36,6                                        | 37,5                                        | 38,8                                        | 37,2                                        | 38,8                                        |
| Temperatura máxima média (°C)                                                                                                   | 31,3                                        | 30,3                                        | 29,5                                        | 28,9                                        | 28,4                                        | 28,7                                        | 29,4                                        | 30,7                                        | 32                                          | 32,6                                        | 32,6                                        | 32                                          | 30,5                                        |
| Temperatura média (°C) | 26,2                                        | 25,5                                        | 25                                          | 24,5                                        | 23,9                                        | 23,6                                        | 23,7                                        | 24,6                                        | 25,8                                        | 26,5                                        | 26,8                                        | 26,4                                        | 25,2                                        |
| Temperatura mínima média (°C)                                                                                                   | 21,1                                        | 20,7                                        | 20,6                                        | 20,2                                        | 19,5                                        | 18,6                                        | 18                                          | 18,6                                        | 19,4                                        | 20,4                                        | 21                                          | 20,9                                        | 19,9                                        |
| Temperatura mínima recorde (°C)                                                                                                 | 14,6                                        | 14,9                                        | 15,4                                        | 13,6                                        | 12,2                                        | 11,2                                        | 11,2                                        | 11                                          | 13,1                                        | 15                                          | 14,7                                        | 15,1                                        | 11                                          |
| Precipitação (mm) | 180                                         | 220                                         | 252                                         | 201                                         | 62                                          | 30                                          | 12                                          | 7                                           | 6                                           | 27                                          | 45                                          | 91                                          | 1 133                                       |
| Umidade relativa (%) | 62,2                                        | 70,5                                        | 75,1                                        | 73,3                                        | 67,6                                        | 62,3                                        | 56,2                                        | 50,6                                        | 48,1                                        | 48,3                                        | 50,8                                        | 55,7                                        | 60,1                                        |
| Fonte: Climate Data (médias de temperatura e precipitações) e Departamento de Ciências Atmosféricas da UFCG (umidade relativa). |                                             |                                             |                                             |                                             |                                             |                                             |                                             |                                             |                                             |                                             |                                             |                                             |                                             |
| Fonte 2: Instituto Nacional de Meteorologia (recordes de temperatura de 1961 a 1970).                                           |                                             |                                             |                                             |                                             |                                             |                                             |                                             |                                             |                                             |                                             |                                             |                                             |                                             |

| Dados climatológicos para Juazeiro do Norte (Marrocos) | Dados climatológicos para Juazeiro do Norte (Marrocos) | Dados climatológicos para Juazeiro do Norte (Marrocos) | Dados climatológicos para Juazeiro do Norte (Marrocos) | Dados climatológicos para Juazeiro do Norte (Marrocos) | Dados climatológicos para Juazeiro do Norte (Marrocos) | Dados climatológicos para Juazeiro do Norte (Marrocos) | Dados climatológicos para Juazeiro do Norte (Marrocos) | Dados climatológicos para Juazeiro do Norte (Marrocos) | Dados climatológicos para Juazeiro do Norte (Marrocos) | Dados climatológicos para Juazeiro do Norte (Marrocos) | Dados climatológicos para Juazeiro do Norte (Marrocos) | Dados climatológicos para Juazeiro do Norte (Marrocos) | Dados climatológicos para Juazeiro do Norte (Marrocos) |
| Mês                                                    | Jan                                                    | Fev                                                    | Mar                                                    | Abr                                                    | Mai                                                    | Jun                                                    | Jul                                                    | Ago                                                    | Set                                                    | Out                                                    | Nov                                                    | Dez                                                    | Ano                                                    |
| ------------------------------------------------------ | ------------------------------------------------------ | ------------------------------------------------------ | ------------------------------------------------------ | ------------------------------------------------------ | ------------------------------------------------------ | ------------------------------------------------------ | ------------------------------------------------------ | ------------------------------------------------------ | ------------------------------------------------------ | ------------------------------------------------------ | ------------------------------------------------------ | ------------------------------------------------------ | ------------------------------------------------------ |
| Temperatura máxima média (°C)                          | 31,4                                                   | 30,4                                                   | 29,4                                                   | 29                                                     | 28,5                                                   | 28,7                                                   | 29,3                                                   | 30,6                                                   | 31,9                                                   | 32,6                                                   | 32,6                                                   | 32,2                                                   | 30,6                                                   |
| Temperatura média (°C)                                 | 26,2                                                   | 25,5                                                   | 25                                                     | 24,5                                                   | 24                                                     | 23,7                                                   | 23,7                                                   | 24,6                                                   | 25,7                                                   | 26,5                                                   | 26,7                                                   | 26,6                                                   | 25,2                                                   |
| Temperatura mínima média (°C)                          | 21,1                                                   | 20,8                                                   | 20,5                                                   | 20,3                                                   | 19,6                                                   | 18,7                                                   | 18,2                                                   | 18,7                                                   | 19,6                                                   | 20,4                                                   | 20,9                                                   | 21,1                                                   | 20                                                     |
| Precipitação (mm)                                      | 167                                                    | 220                                                    | 263                                                    | 199                                                    | 63                                                     | 29                                                     | 12                                                     | 7                                                      | 7                                                      | 24                                                     | 40                                                     | 82                                                     | 1 114                                                  |
| Fonte: Climate Data.                                   |                                                        |                                                        |                                                        |                                                        |                                                        |                                                        |                                                        |                                                        |                                                        |                                                        |                                                        |                                                        |                                                        |

| Dados climatológicos para Juazeiro do Norte (Padre Cícero) | Dados climatológicos para Juazeiro do Norte (Padre Cícero) | Dados climatológicos para Juazeiro do Norte (Padre Cícero) | Dados climatológicos para Juazeiro do Norte (Padre Cícero) | Dados climatológicos para Juazeiro do Norte (Padre Cícero) | Dados climatológicos para Juazeiro do Norte (Padre Cícero) | Dados climatológicos para Juazeiro do Norte (Padre Cícero) | Dados climatológicos para Juazeiro do Norte (Padre Cícero) | Dados climatológicos para Juazeiro do Norte (Padre Cícero) | Dados climatológicos para Juazeiro do Norte (Padre Cícero) | Dados climatológicos para Juazeiro do Norte (Padre Cícero) | Dados climatológicos para Juazeiro do Norte (Padre Cícero) | Dados climatológicos para Juazeiro do Norte (Padre Cícero) | Dados climatológicos para Juazeiro do Norte (Padre Cícero) |
| Mês                                                        | Jan                                                        | Fev                                                        | Mar                                                        | Abr                                                        | Mai                                                        | Jun                                                        | Jul                                                        | Ago                                                        | Set                                                        | Out                                                        | Nov                                                        | Dez                                                        | Ano                                                        |
| ---------------------------------------------------------- | ---------------------------------------------------------- | ---------------------------------------------------------- | ---------------------------------------------------------- | ---------------------------------------------------------- | ---------------------------------------------------------- | ---------------------------------------------------------- | ---------------------------------------------------------- | ---------------------------------------------------------- | ---------------------------------------------------------- | ---------------------------------------------------------- | ---------------------------------------------------------- | ---------------------------------------------------------- | ---------------------------------------------------------- |
| Temperatura máxima média (°C)                              | 31,9                                                       | 30,7                                                       | 29,8                                                       | 29,3                                                       | 28,9                                                       | 29,1                                                       | 29,8                                                       | 31,1                                                       | 32,4                                                       | 33                                                         | 33                                                         | 32,6                                                       | 31                                                         |
| Temperatura média (°C)                                     | 26,7                                                       | 25,9                                                       | 25,3                                                       | 24,9                                                       | 24,4                                                       | 24                                                         | 24,2                                                       | 25,1                                                       | 26,2                                                       | 26,9                                                       | 27,2                                                       | 27                                                         | 25,6                                                       |
| Temperatura mínima média (°C)                              | 21,5                                                       | 21,2                                                       | 20,9                                                       | 20,6                                                       | 20                                                         | 19                                                         | 18,6                                                       | 19,1                                                       | 20                                                         | 20,8                                                       | 21,4                                                       | 21,5                                                       | 20,4                                                       |
| Precipitação (mm)                                          | 171                                                        | 212                                                        | 258                                                        | 195                                                        | 64                                                         | 29                                                         | 11                                                         | 7                                                          | 6                                                          | 25                                                         | 40                                                         | 85                                                         | 1 103                                                      |
| Fonte: Climate Data.                                       |                                                            |                                                            |                                                            |                                                            |                                                            |                                                            |                                                            |                                                            |                                                            |                                                            |                                                            |                                                            |                                                            |

### Subdivisões
Juazeiro do Norte é composta pela sede e pelos distritos Padre Cícero  e Marrocos, sendo dividida em 34 bairros.

### Problemas socioambientais
Somente 52,2 % dos domicílios juazeirenses possuem esgotamento sanitário. O restante encaminha seus resíduos para fossas, ruas ou até mesmo para os rios da cidade. Em virtude disso, os dois rios que banham Juazeiro, Salgadinho e Carás, apresentam elevado grau de poluição.
O abastecimento de água no município atinge 97,6% das residências e é garantido por poços profundos localizados no Parque Ecológico e pelos açudes Padre Cícero e Manuel Balbino.
A serra do Horto, onde se localiza a estátua do Padre Cícero, está bastante degradada em virtude do desmatamento e de construções irregulares no entorno da estrada que dá acesso à estátua.
Existe um número considerável de favelas no município, algumas delas ocupando áreas de risco como por exemplo a  Favela do Horto localizado na serra de mesmo nome.
Não existe uma política clara com relação ao Plano Diretor, voltado a ações estratégicas e planificadas de crescimento. Há uma valorização das áreas em direção aos municípios em conurbação, em detrimento de outras áreas de natureza predominantemente rural, sem acesso asfaltado, e sem maiores perspectivas de crescimento econômico, a exemplo do Distrito de Marrocos.
Juazeiro do Norte enfrenta problemas importantes de infraestrutura, resultantes do rápido crescimento urbano não acompanhado pela  implementação de melhorias na mesma velocidade. Tem-se como consequências a diminuição da competitividade com outros centros. Algumas áreas da cidade são propensas a inundações como os bairros Timbaúbas, Limoeiro, Pio XII, Planalto e Pirajá.

## Política
O Poder Executivo do município de Juazeiro do Norte é representado pelo prefeito e seu gabinete de secretários. O Poder Legislativo é exercido por 21 vereadores que compõem a Câmara Municipal de Juazeiro do Norte, tendo como funções fiscalizar o executivo e discutir as leis no âmbito municipal. O Poder Judiciário se faz presente na cidade com a Justiça Federal (uma vara e um juizado especial), Justiça Estadual (cinco varas e dois juizados especiais), Justiça do Trabalho (três varas) e Justiça Eleitoral (duas zonas eleitorais). Juazeiro do Norte possui o terceiro maior colégio eleitoral do Ceará com 198 133 eleitores, em setembro de 2024.

## Economia
De acordo com o Instituto Brasileiro de Geografia e Estatística (IBGE), Juazeiro possui um PIB de R$ 4.427.525,37 mil IBGE/2017. Com a crescente formalização da economia, e ainda, a cidade deu um salto nos últimos  dois anos, sendo a 5ª maior economia do Ceará, atrás apenas de Fortaleza, Maracanaú, Caucaia e Sobral.

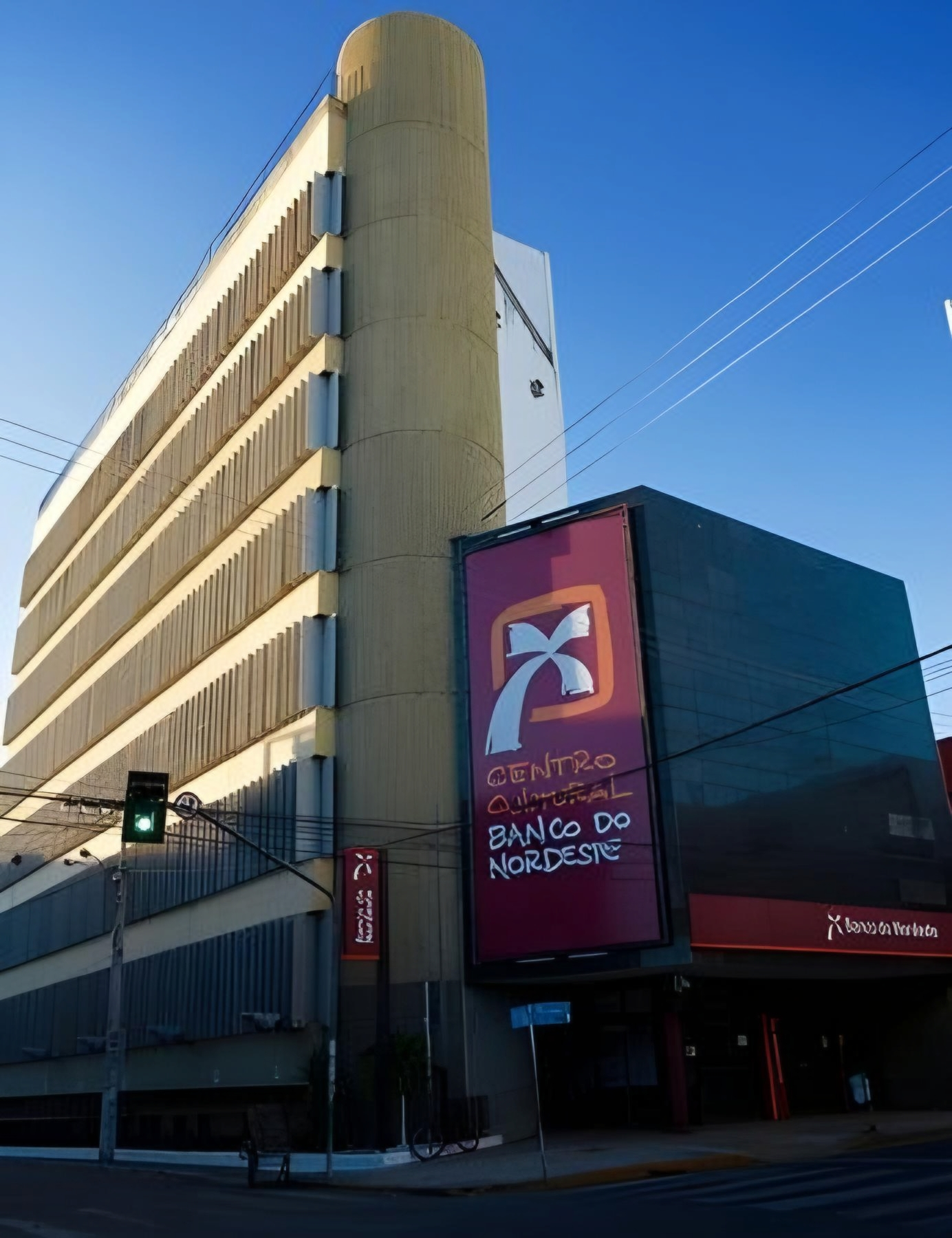
Banco do Nordeste - Centro cultural.

### Setor primário
Juazeiro do Norte é um município com pequena extensão territorial, inexistindo a presença de grandes propriedades rurais. Sua taxa de urbanização é de mais de 95%, e cerca de 30% do seu território é de área urbana. Apesar disto, suas terras são férteis e se aproveitam da irrigação dos rios Carás, perenizado a partir do Açude Thomás Osterne, em Crato, e Rio Salgadinho. Deste último pouco se aproveita pois grande parcelas das águas dos esgotos são drenadas para seu interior. Conta com vários minifúndios, destacando-se um grande número de chácaras com árvores frutíferas ao redor da cidade, estas tem uma exploração econômica secundária sendo o interesse predominante nestes imóveis o lazer e atividade residencial. A piscicultura é uma atividade encontrada no Açude Manuel Balbino.

### Setor secundário
Existe uma política de atração de investimentos formando parcerias entre estado, município e empresários, vários benefícios são concedidos, como doação de terrenos, preferencialmente no Distrito Industrial - localizado próximo às divisas com os municípios de Crato e Barbalha, e no minidistrito Industrial - localizado no Bairro Campo Alegre, como também incentivos fiscais. Destacam-se os seguintes ramos:
- Têxtil: Dezenas de empresas desse ramo se instalaram na cidade nos últimos anos e já ocupam boa parte do mercado regional;
- Folheados: Produz joias e semijoias de alta qualidade que são exportadas. Uma empresa local utiliza mão-de-obra carcerária em sua produção, os internos da Penitenciária Industrial Regional do Cariri (PIRC), fabricam as joias e para cada três dias de trabalho há uma redução de um dia da pena;
- Artesanato: Existem muitos artesãos que comercializam seus produtos, inclusive para o exterior; destacando-se o Centro de Arte Mestre Noza. Encontra-se em fase de construção a Ceart Cariri, que irá permitir um maior incremento neste setor;
- Bebidas: Existe uma única empresa de bebidas na cidade, o Grupo São Geraldo, porém seus refrigerantes e sua água mineral são bastante apreciados na região;
- Máquinas de costura: Juazeiro possuiu uma fábrica da empresa Singer desde 1997, a qual encerrou suas atividades em abril de 2019;
- Construção civil: Impulsionado pelo desenvolvimento como polo universitário, a especulação imobiliária exerceu forte pressão neste segmento, promovendo lançamentos de condomínios horizontais e verticais;
- Metalurgia: Algumas indústrias metalúrgicas encontram-se instaladas na cidade, com produção predominantemente voltada para abastecer a construção civil.

### Setor terciário
Principal setor da economia juazeirense, respondendo por 80% do PIB municipal (dados do IPECE). Os principais pontos comerciais são o centro da cidade, Cariri Shopping, Juazeiro Open Mall, bairro Pirajá e bairro Pio XII. Encontra-se em construção o Juazeiro Shopping Center que permitirá um maior desenvolvimento comercial na Região Leste da cidade, mais precisamente nas confluências dos Bairros Novo Juazeiro, Tiradentes e Limoeiro. Destaca-se tanto no varejo quanto no atacado, atraindo compradores de municípios e estados vizinhos, devido à sua condição de centro regional.
Grandes grupos varejistas nacionais e internacionais já se instalaram ou fazem estudos prospectivos para a instalação de unidades em vários formatos na cidade. O Atacadão pertencente ao grupo Carrefour foi um dos pioneiros, seguidos pelo Walmart que inaugurou duas lojas, uma em formato de hipermercado com a bandeira Bompreço e outra no formato de atacarejo com a bandeira Maxxi. O grupo Pão de Açúcar esquenta a concorrência com a sua unidade; O Assaí, localizado próximo aos concorrentes e Casas Bahia e ainda prospectiva a abertura de lojas com a bandeira Pão de Açúcar.
Este desenvolvimento é acompanhado pela rede bancária local, que conta com agência dos principais bancos no Centro em outros bairros, com destaque para o corredor bancário em formação na Avenida Ailton Gomes no Bairro Pirajá, que conta com o Banco do Brasil e Caixa Econômica. Os bancos Itaú, Santander, Sicredi e Banco do Brasil ( no Cariri Shopping) possuem agências na Avenida Padre Cícero.
Naturalmente o ramo que se destaca é o do turismo religioso, porém há um plano integrado de turismo entre várias cidades da região do Cariri, destacando-se também os fósseis, as belezas naturais da Chapada do Araripe, a cultura e a História do Cariri. Juazeiro por ser a maior cidade da região e ter a melhor infraestrutura é a preferida dos turistas como base. Um dado que comprova o crescimento do turismo na região é o fato de que o Aeroporto Regional do Cariri situado em Juazeiro obteve o maior crescimento percentual do Brasil em 2006.

## Turismo Religioso
Juazeiro do Norte, localizada no Nordeste do Brasil, é um dos principais destinos de turismo religioso da região. A cidade atrai mais de 3 milhões de romeiros e visitantes anualmente. Durante a romaria ao túmulo de Padre Cícero, que ocorre entre 29 de outubro e 2 de novembro, Juazeiro do Norte recebe cerca de 500 mil visitantes. Os locais de peregrinação religiosa na cidade são paradas essenciais para a maioria dos romeiros e visitantes.
A maioria das atrações turísticas de Juazeiro do Norte está relacionada a Padre Cícero Romão Batista, um sacerdote da cidade vizinha de Crato. Ele transformou o pequeno vilarejo de “Joazeiro” na próspera cidade de Juazeiro do Norte e foi seu primeiro prefeito. O famoso Milagre da Hóstia, protagonizado pelo Padre Cícero e pela Beata Maria de Araújo, fez com que a cidade se tornasse um centro de peregrinação, atraindo romeiros de todo o Brasil.
A estátua de Padre Cícero, localizada no geossítio Colina do Horto, é um dos pontos turísticos mais visitados, recebendo cerca de 2,5 milhões de visitantes anualmente. O local está aberto à visitação das 7h às 17h, todos os dias da semana. Os turistas também podem visitar o Complexo Ambiental Caminhos do Horto, que inclui um teleférico ligando a Praça dos Romeiros à estátua de Padre Cícero. Inaugurado em março de 2022, o teleférico tem capacidade para transportar até 2.080 pessoas por hora e é administrado pela Secretaria do Meio Ambiente e Mudança do Clima (Sema). Funciona de quarta a domingo, das 9h às 17h, oferecendo uma vista privilegiada da Chapada do Araripe.
Outra atração turísticas importante inclui o Museu Vivo do Padre Cícero, localizado ao lado da estátua, preserva a vida e obra religiosa de Padre e oferece uma vista panorâmica da cidade.

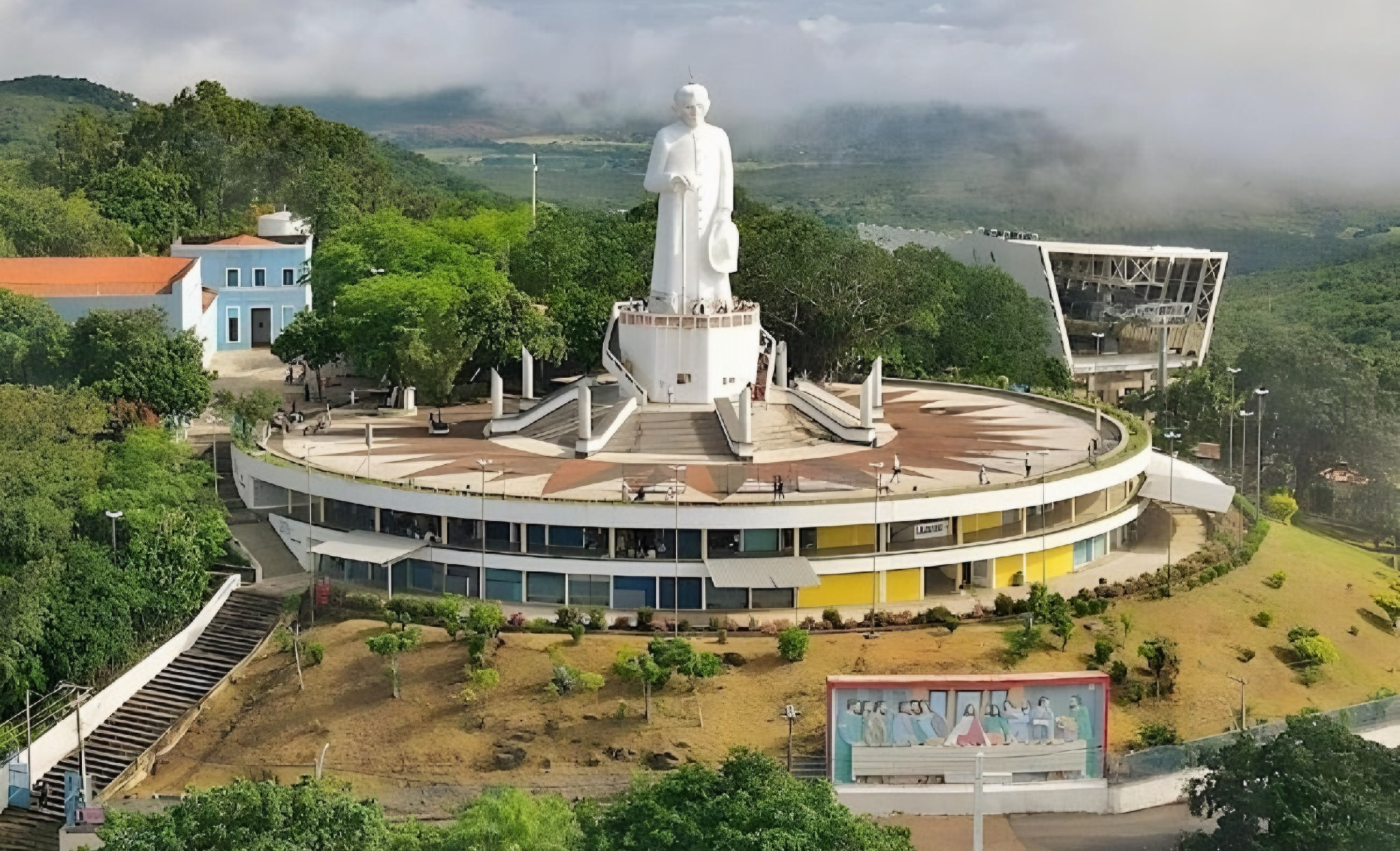
Estátua do Padre Cícero, Museu Vivo do Padre Cícero e Teleférico do Horto localizados no Complexo do Horto

## Infraestrutura

Mapa da Região Metropolitana do Cariri, destaque para a conurbação entre os municípios de Juazeiro do Norte, Crato e Barbalha, chamada triângulo CRAJUBAR.

### Expansão urbana
Durante muitos anos a cidade de Juazeiro do Norte investiu num modelo de Desenvolvimento compartilhado e integrado com as vizinhas Crato e Barbalha. O resultado colhido são duas avenidas: Padre Cícero e Leão Sampaio que se apoderaram como eixo de desenvolvimento regional e fazendo perder a noção dos limites entre as três cidades, através da conurbação.  Paralelo a isso, pouco foi o crescimento dos Distritos do Marrocos e Padre Cícero. O primeiro ocupa boa porção do território do Município de Juazeiro do Norte e vive da promessa do asfaltamento de uma estrada vicinal de jurisdição municipal, o segundo tem bem verdade seu acesso pela Rodovia CE-060, mas parou no tempo se comparado ao pujante desenvolvimento vivenciado por outras partes do município e vizinhos.

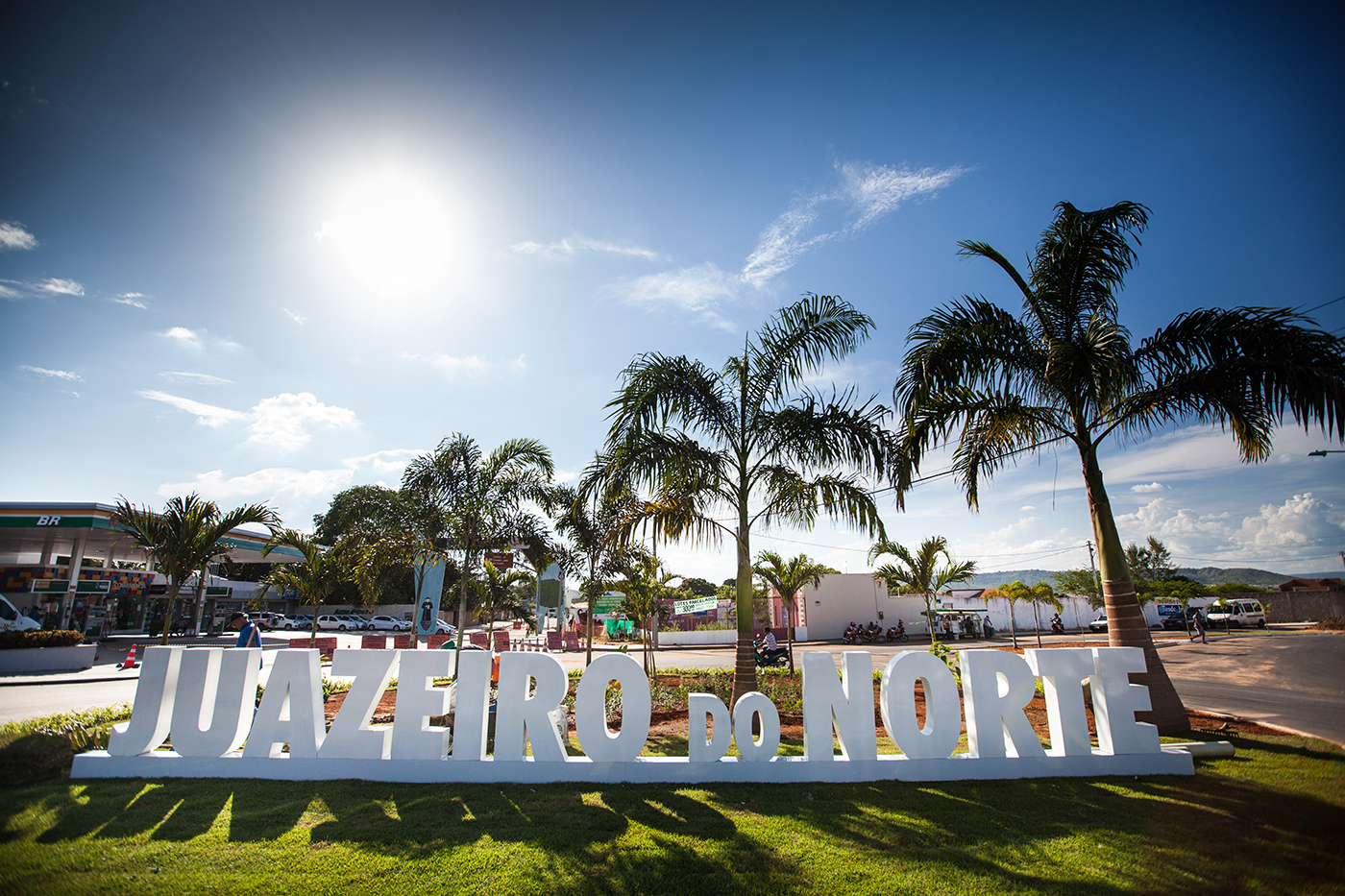
Letreiro na entrada de Juazeiro do Norte

A identificação dos espaços e população ansiosa por uma chance de desenvolvimento são notórios, no entanto, permanecem esquecidos. A sede da UFCA localiza-se em área limítrofe entre os municípios de Juazeiro do Norte e Barbalha (prédios em Juazeiro e estacionamento em Barbalha), porém, só houve investimentos de infraestrutura por parte de Juazeiro. A bela Avenida Tenente Coelho poderia ter sido concebida em direção a Vila São Gonçalo, com este benefício diversos loteamentos em suas margens, trariam desenvolvimento. Cabendo ao poder público capitanear recursos e investimentos como auxílio suplementar. Assim, convênios para a construção de condomínios do Minha Casa Minha Vida, doação de terrenos para indústrias e outras empresas, a criação de um Outlet a exemplo do Off Outlet Fashion Fortaleza em Caucaia-CE (fora de cidade), dentre muitos outros (Porto Seco, Centro Logístico, Novo Estádio) permitiriam trazer o progresso para as partes mais carentes do município de Juazeiro do Norte.

### Educação
A taxa de alfabetização do município é de 96,3%.
Está localizada em Juazeiro do Norte a primeira escola normal rural do Brasil, o Centro Educacional Professor Moreira de Sousa, inaugurado em 13 de junho de 1934.
Juazeiro possui também escolas particulares que são referências em toda a região, tendo como destaque o Colégio Salesiano São João Bosco - sendo um dos primeiros do município, aí instalado a pedido do Padre Cícero - também Colégio Objetivo, Colégio Paraíso, Colégio Autêntico, Colégio Êxito, Colégio São Francisco de Assis, entre outros. Destaca-se na rede pública de ensino a Escola de Ensino Fundamental e Médio Presidente Geisel, intitulada de Colégio Polivalente, pelo alto nível de ensino na rede pública em todo o estado e sendo atualmente a terceira escola do país pela rede pública com o melhor ensino básico e infraestrutura.[carece de fontes?]
Seguindo a tradição e o cuidado com os Juazeirenses como o Padre Cícero o Professor e afilhado Cícero Roberto Bitencourt Calou juntamente com o deputado Federal Mauro Sampaio no ano de 1987/88 lançaram em Brasília uma campanha para recomposição das Escolas Técnicas Federais chamadas UNED, e criaram o projeto que efetivou a escola Federal de Juazeiro do Norte, hoje conhecida como Instituto Federal de Educação Ciência e Tecnologia. Fornecendo cursos gratuitos para os jovens em diversas áreas da ciência e das tecnologias. Em 18 de julho de 2013, o prefeito Raimundo Antônio de Macêdo fez um pedido a câmara de vereadores para reduzir os salários dos professores, conseguindo a aprovação na redução de 40% do salário destes e causando indignação e protestos na cidade.

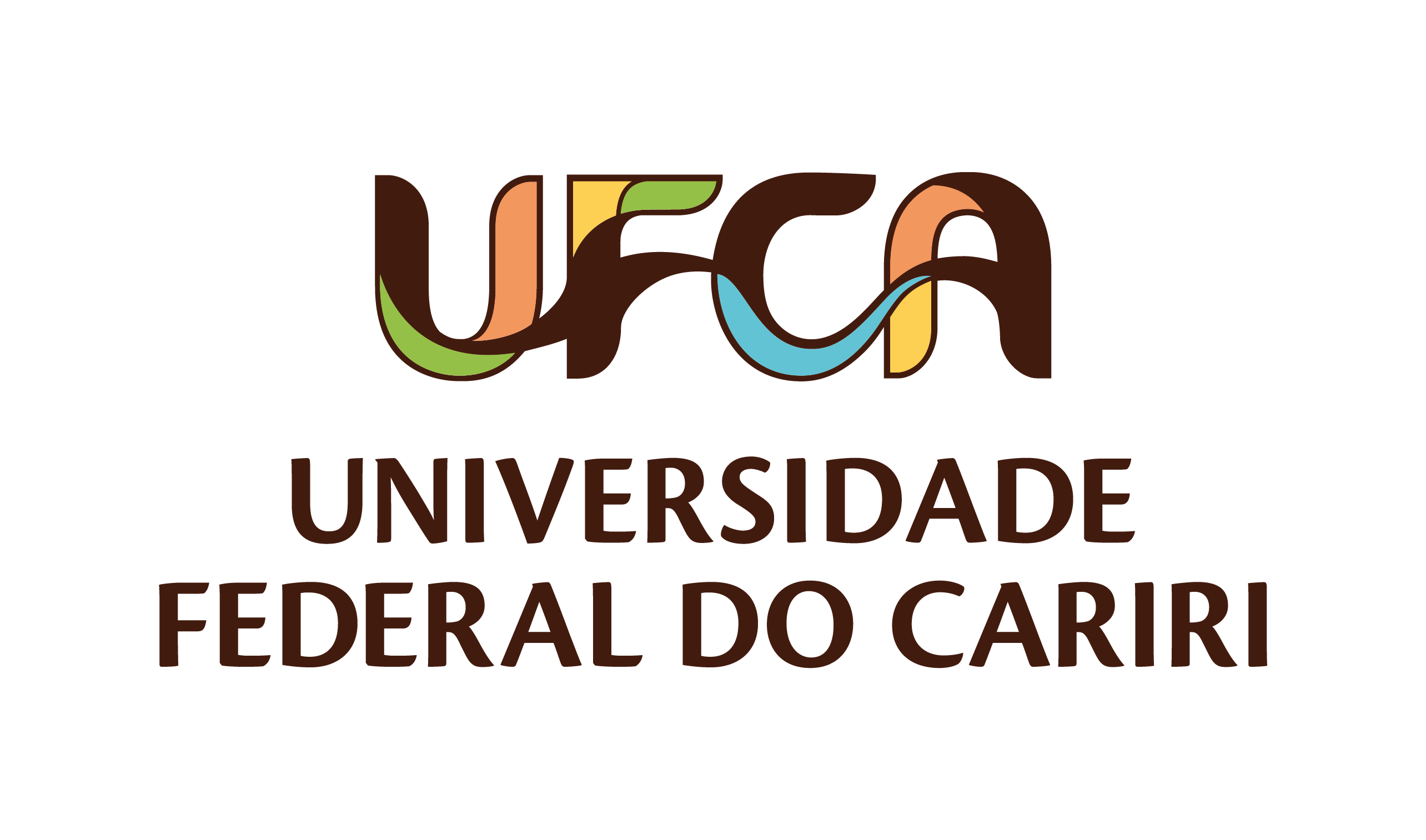
Logo da Universidade Federal do Cariri (2017)

Juazeiro do Norte ainda conta com um desenvolvido polo de educação superior, presencial e a distância, o qual se diversifica entre universidades/faculdades públicas e privadas. Na iniciativa pública, tem-se: Universidade Regional do Cariri (URCA), o antigo campus avançado da Universidade Federal do Ceará, que se transformou na Universidade Federal do Cariri (UFCA), com campus sede na cidade, o Instituto Federal de Educação Ciência e Tecnologia (IFCE) e Faculdade de Tecnologia (CENTEC - FATEC). Na iniciativa privada, destacam-se: Faculdade de Juazeiro do Norte (FJN), Faculdade de Medicina Estácio de Juazeiro do Norte (FMJ), Universidade Leão Sampaio (UniLeão), Faculdade Paraíso (FAP),  Universidade Patativa do Assaré (UPA), Faculdade Maurício de Nassau e, recentemente instalada, Faculdade Pitágoras.

### Saúde
Juazeiro não possui uma boa rede de hospitais e clínicas, com poucos investimentos do setor público e maiores investimentos no setor privado, que deveriam funcionar como rede complementar. Durante o período chuvoso, costumam ocorrer surtos de doenças tropicais, principalmente dengue e calazar.
A atenção básica conta com uma rede de postos de saúde ainda em formação visando uma cobertura territorial de 100% do município, já há uma boa cobertura. Este segmento conta com o Programa de Saúde da Família, estratégia nacional, que conta com uma equipe formada por um médico, um dentista (opcional), uma enfermeira, um técnico em Enfermagem, e dois ou três Agentes Comunitários de Saúde; sua estratégia visa o acompanhamento longitudinal de famílias em um dado território.
A rede de assistência hospitalar foi dirigida durante muitos anos por hospitais particulares conveniados ao Sistema Único de Saúde (SUS). O passo inicial para a formação da rede hospitalar municipal própria foi a construção do Pronto Socorro Municipal, onde hoje funciona o Hospital Tasso Jereissati, responsável pelo atendimento de urgência a adultos. Em seguida houve a municipalização do Hospital São Lucas, hoje voltado para a Saúde Materno-infantil, sendo referência na áreas de Pediatria e Toco-ginecologia, possuindo uma UTI neonatal. Em 2009, houve a intervenção municipal no Hospital Escola Santo Inácio - HESI, atualmente responsável pelos atendimentos de urgência nas áreas de cirurgia geral e traumatologia, atualmente desativada.[carece de fontes?] Há também uma enfermaria de clínica médica e uma UTI para adultos no Pronto Socorro Infantil do Cariri (PSIC).
O Governo do Estado do Ceará construiu em Juazeiro o Hospital Regional do Cariri (HRC), com gastos de R$ 44 milhões. O HRC tem uma área de abrangência de 150 quilômetros, em média, o que serve para desafogar os hospitais de Fortaleza que recebem pacientes de todo o estado. Foram construídos cerca de 160 leitos, inclusive aumentando os de Unidade de Terapia Intensiva. O hospital contempla as especialidades na área de urgência clínica e cirúrgica, um centro de atendimento para casos de envenenamento, doenças transmissíveis, traumas e unidade de queimados. Atua como unidade reguladora e atende a estudantes da saúde, sendo centro de formação.
Com o desenvolvimento do centro universitário, sobretudo os cursos na área de saúde, alguns hospitais tornaram-se hospitais escolas, possuindo programas de residência Médica, sendo duas vagas para Clínica Médica e duas vagas para Cirurgia Geral no HESI - Hospital Escola Santo Inácio; e duas vagas para Pediatria e duas vagas para Ginecologia e Obstetrícia no Hospital Municipal São Lucas.

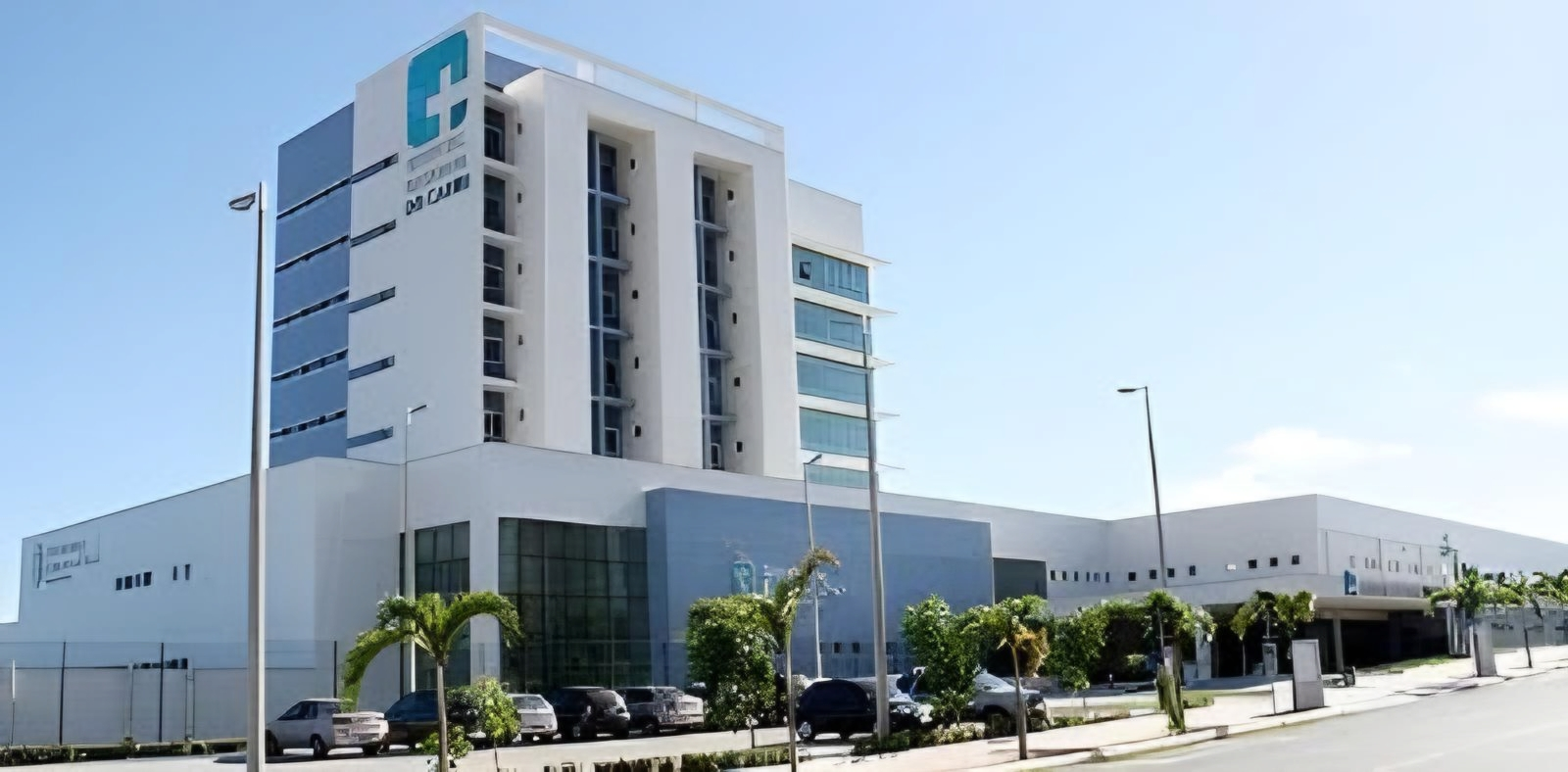
Hospital Regional do Cariri

### Transporte
O transporte público entre as cidades circunvizinhas é operado pela empresa de ônibus Auto Viação Metropolitana LTDA (VIAMETRO), através das seguintes rotas intermunicipais:
- Juazeiro do Norte- Crato (via São Benedito)
- Juazeiro do Norte - Crato (via São Pedro);
- Juazeiro do Norte - Barbalha; e
- Juazeiro do Norte - Missão Velha (via Barbalha).

O sistema opera com subsidio público custeado pelo Governo do Estado, trata-se do Bilhete Único Metropolitano da Região do Cariri, permitindo aos usuários a isenção do pagamento de novas tarifas ao realizar integração entre as linhas do Serviço Regular Metropolitano, como também viagens em linhas urbanas do sistema de transporte coletivo urbano do Município de Juazeiro do Norte (www.bilheteunicometropolitano.com.br). Posteriormente, espera-se integrar os dois sistemas, a outro modal, o VLT - Veículo Leve sobre trilhos. Este último, percorre uma linha de 13,3 quilômetros ligando Juazeiro do Norte a Crato passando por 9 estações: Crato, Padre Cicero, Muriti, São Jose, Escola, Antônio Vieira, Teatro, Juazeiro do Norte e Fatima.
As linhas intermunicipais são as mesmas da década de 80, há a necessidade de estudos de viabilidade para implantação de outras rotas, como Crato-Barbalha, Juazeiro do Norte- Missão Velha (via Aeroporto) e Juazeiro do Norte-Caririaçu. O VLT também poderia aproveitar leito da antiga ferrovia Juazeiro do Norte-Missão Velha e ampliar o seu atual percurso beneficiando localidades como Carité, Aeroporto, Pedrinhas, Sabiá e Missão Velha (como alternativa).
Os chamados transportes alternativos, representados por moto-táxis, carro-táxis e topiques fazem as linhas urbana e intermunicipal, sendo bastante utilizados pela população. Também é possível andar pela Uber, uma empresa norte-americana que disponibiliza, de modo privado, a prestação de serviço através de um aplicativo no smartphone.

#### Malha viária
A rodovia CE-060 no município de Juazeiro do Norte, divide-se em:
- Rodovia Padre Cícero: Pista simples de acesso ao norte de Juazeiro do Norte, inicia-se se na altura do Bairro 3 Marias, mais precisamente na confluência com a Avenida do Contorno, que faz parte do projeto do Anel Viário local. O acesso ao centro da cidade se dá por duas vias paralelas de tráfego em sentidos contrários, formando um binário nas proximidades do Centro de Apoio aos Romeiros. Constitui-se no principal acesso a Fortaleza via Caririaçu;
- Rodovia Leandro Bezerra de Menezes: Também conhecida como Anel Viário ou Avenida do Contorno, trata-se de uma moderna via em pista dupla, com ciclovia e passeios laterais que liga as Rodovias Padre Cícero a Leão Sampaio contornando o perímetro urbano à oeste; e
- Rodovia Leão Sampaio: Pista duplicada ao sul de Juazeiro do Norte, inicia-se no cruzamento com a Avenida Maria Letícia Pereira ligando-se ao município de Barbalha.

A rodovia CE-292 divide-se em:
- Avenida Padre Cícero: Rodovia duplicada que dá acesso ao Crato ao oeste a partir da confluência dos acessos a duas cidades vizinhas: Crato e Barbalha;
- Rodovia Aeroporto-Missão Velha: liga a cidade a partir do Aeroporto Regional do Cariri em direção ao entroncamento com a CE-293 no Município de Missão Velha numa extensão de 11,5 quilômetros. Encontra-se ativa desde 2018.

Ao longo das rodovias de acesso a Crato e Barbalha há um acentuado crescimento urbanístico e populacional, formando a conurbação conhecida como Crajubar. Ambas as rodovias, contam com projetos parcialmente executados de ligação direta e rápida tanto no sentido Leste-Oeste como no sentido Norte-Sul que permitam um deslocamento seguro tanto para transeuntes como para pedestres, evitando que o tráfego rodoviário se utilize da malha viária local, em geral estreita.
A rodovia CE-516, anteriormente denominada CE-060, tem um trajeto de aproximadamente 3,9 quilômetros, tendo sido criada pelo DECRETO nº 32.527, de 20 de fevereiro de 2018. Totalmente localizada em Juazeiro do Norte, liga a confluência de rodovias conhecida Triângulo Crajubar até o futuro entroncamento com a CE-060 nas proximidades da Avenida Maria Letícia Pereira. Sua denominação anterior CE-060 foi alterada em razão da construção do Anel Viário de Juazeiro do Norte, que passou a ser denominado de CE-060, ou Rodovia Leandro Bezerra de Menezes. A curta rodovia é o principal acesso ao sul da cidade e seu trajeto é totalmente urbano, cruzando os bairros Triângulo e Lagoa Seca.
A rodovia CE-517 liga o Monumento do Padre Cícero na Colina do Horto à CE-060, trecho Juazeiro do Norte-Caririaçu, nas proximidades da Vila Pelo Sinal. Possui 3,56 quilômetros de extensão em pista simples em um trajeto sinuoso e está totalmente localizada no município de Juazeiro do Norte, sendo também conhecida como Avenida Padre Jesus Flor.
A rodovia CE-487 completa a malha viária sob jurisdição estadual. Trata-se da parte leste da avenida do Contorno / anel viário e se inicia no cruzamento das CE’s 060 e 516, cruzando os bairros Lagoa Seca, Cidade Universitária, Campo Alegre, Betolandia e Aeroporto. Após sua conclusão, também ligará o Aeroporto ao Bairro 3 Marias.
Apesar de ser uma cidade de médio porte, Juazeiro apresenta um transporte caótico no centro. Durante o horário comercial é comum que se formem engarrafamentos e faltem vagas para estacionar. Isso porque as ruas são estreitas e não comportam o fluxo de automóveis. A região central possui ruas antigas e estreitas, sem planejamento para comportar o intenso tráfego de veículos de todos os portes, carecem projetos de alargamento e abertura de ruas adequadas. Há algumas avenidas em bairros mais recentes, que permitiram o cuidado através de planejamento prévio. Merecem destaque: Avenida Ailton Gomes, Avenida Castelo Branco, Avenida Maria Letícia Pereira, avenida Tenente Raimundo Coelho, Avenida Padre nestor, Avenida Manuel Coelho, Avenida Placido Aderaldo Castelo, Avenida Humberto Bezerra, Avenida Virgílio Távora, Avenida José Bezerra e Avenida Paulo Maia.
A situação se complica em época de romaria, quando milhares de romeiros visitam a cidade e as ruas são tomadas por caminhões pau-de-arara. Muitos comerciantes instalam barracas nas ruas e calçadas do município para atender os romeiros, dificultando ainda mais o tráfego. A Prefeitura implantou, através da Lei municipal de N° 3749-2010, o Zona Azul, que facilita o estacionamento de veículos em vias públicas do Centro.
A redistribuição do fluxo de veículos com a retirada de grande parte dos veículos do centro conta com um projeto já parcialmente executado, trata-se do Anel Viário de Juazeiro do Norte.
O Anel Viário de Juazeiro do Norte tem início no Bairro 3 Marias, na altura da saída para a cidade de Caririaçu, percorre em sua primeira etapa um total de 8,6 quilômetros até proximidade com a divisa dos municípios de Crato e Juazeiro do Norte, no Bairro São José.  Neste ponto tem uma interseção com a CE-292 e após viaduto com a mesma, tem um percurso de 6,84  quilômetros até o cruzamento com a CE-060, com acesso a cidade de Barbalha,  beneficiando diretamente o tráfego de veículos entre as 3 cidades (Crato, Juazeiro do Norte e Barbalha) servindo como opção à atual Avenida Padre Cícero, que possui diversos sinais de trânsito. Também facilita o acesso ao Distrito Industrial do  Cariri (onde fica localizada a nova sede do Detran) e bairros: São José, Frei Damião, Jardim Gonzaga e Lagoa Seca. Após o cruzamento com a Avenida Leão Sampaio (CE-060), a via segue por mais 6,88 quilômetros de extensão, cruzando os bairros: Cidade Universitária, Campo Alegre e Betolândia até a Avenida Castelo Branco. No cruzamento com a Avenida Castelo Branco até as proximidades do Aeroporto de Juazeiro do Norte, compreende-se um trajeto de 2,12 quilômetros sob jurisdição municipal, que ainda não recebeu melhorias do Governo do Estado do Ceará. A última etapa (tem projeto em fase de licitação) de se estender por mais 5,19 quilômetros e deverá ligar o Aeroporto de Juazeiro do Norte ao Bairro 3 Marias, onde fica o ponto inicial do Anel Viário. Após concluído, o Anel Viário terá um total de 29,59 quilômetros e permitirá rápido acesso entre as principais saídas do município.
Outras rodovias estaduais carecem de execução de projetos como as continuidades dos trajetos do Anel Viário a partir do Bairro Campo Alegre, ao sul, conectando-se a CE-293 e a leste, conectando-se a CE-292. As duas conexões possibilitariam acesso do Aeroporto de Juazeiro do Norte a Barbalha e acesso direto entre Crato e Missão Velha, via Sítio Gavião, respectivamente.
O Distrito do Marrocos têm uma estrada vicinal com pavimentação asfáltica, ligando-o a sede do município via  Sítio Junco, até o Sítio Amaro Coelho.
Apesar de autorizado desde 2014, um conjunto de rodovias estaduais superpostas à BR-122, que liga a cidade de Chorozinho, até Montes Claros, em Minas Gerais, passou por um processo de transição para jurisdição do DNIT no trecho de Ocara a Juazeiro do Norte. Mesmo com esta conquista, o trecho planejado entre Caririaçu à Várzea Alegre ainda não possui previsão de execução, o que impede o pleno desenvolvimento do seu potencial como vetor de crescimento local.

#### Aeroporto
Em 23 de setembro de 1953 foi sancionada a Lei Municipal de doação dos terrenos do município para união. A inauguração ocorreu em aproximadamente um ano, em 15 de setembro de 1954, data do Feriado Municipal da Padroeira da cidade de Juazeiro do Norte – Nossa Senhora das Dores, na época foi denominado de Aeroporto Regional do Cariri.
O Aeroporto Orlando Bezerra de Meneses (código IATA: JDO) é administrado pela AENA Brasil. Possui uma capacidade operacional de 800 mil passageiros por ano. Em 2012, registrou o movimento de 451.087 passageiros, superando várias cidades com população maior que a de Juazeiro do Norte. O movimento de cargas também é expressivo para o porte da cidade, com 12.108 toneladas. O Aeroporto atende às regiões centro-sul do Ceará, noroeste de Pernambuco e sertão da Paraíba, sendo um dos principais instrumentos para o desenvolvimento econômico da região. Caracteriza-se como um dos maiores e mais atuantes aeroportos do interior nordestino, atendendo durante todo o ano um público variado, devido às muitas potencialidades da Região Metropolitana do Cariri, com destaque para os turismos religioso, de negócios, cultural, belezas naturais, tesouros paleontológicos da Chapada do Araripe e instituições de ensino superior.
Em 2024, quatro empresas aéreas operavam em Juazeiro do Norte: Azul Linhas Aéreas, Gol Linhas Aéreas, Latam Airlines Brasil e Voepass. Os destinos oferecidos pelo aeroporto incluem São Paulo (GRU), São Paulo (VCP), Fortaleza, Recife, Petrolina e Brasília (BSB).

#### Metroferroviário
O Metrô do Cariri, um veículo leve sobre trilhos (VLT),faz o transporte de passageiros entre Juazeiro do Norte e Crato. A obra é fruto de uma parceria entre o governo estadual e as prefeituras dos dois municípios. São 13,6 quilômetros de extensão da linha e nove estações: Fátima, Juazeiro do Norte, São Pedro, Teatro, Antônio Vieira, São José, Muriti, Padre Cícero e Crato. O projeto teve um investimento de R$ 25.190.720,90 em recursos próprios do Estado. São duas composições com tração a diesel hidráulico mecânica, formado por dois carros equipados com ar condicionado, com passagem tipo gangway e capacidade de transporte de 330 passageiros por composição. A velocidade máxima atingida pelo VLT é de 60 km/h.

### Segurança
O Ceará possui apenas duas unidades permanentes da Polícia Federal no interior do estado: um Posto avançado em Sobral e uma Delegacia em Juazeiro do Norte. A cidade é sede do 2° Batalhão de Polícia Militar do Estado do Ceará, que agrupa o Pelotão de Policiamento do Meio Ambiente e Companhia de Policiamento Rodoviário. O Governo do estado implantou em 29 de Junho de 2009 em Juazeiro do Norte o programa Ronda do Quarteirão, onde, no máximo, a cada três quilômetros quadrados uma equipe de policiais se reserva interruptamente, sendo acionados por telefone celular, uma mistura de policiamento ostensivo com apoio comunitário. Este mesmo modelo também é adotado nos municípios vizinhos de Crato e Barbalha, tendo portanto, cobertura estendida a todo  Crajubar. Abriga, ainda, o comando do 5° Grupamento do Corpo de Bombeiros Militar do Estado do Ceará, que possui três secções, sendo duas em Juazeiro do Norte, uma delas localizada no Aeroporto Orlando Bezerra de Menezes. A polícia civil possui duas delegacias em Juazeiro do Norte, sendo uma regional e uma especializada (Delegacia da Mulher). O Instituto Médico Legal (IML), é mais um órgão de apoio a policia técnica na cidade e região.
A Penitenciária Industrial Regional do Cariri (PIRC), localizada em Juazeiro, é uma unidade-modelo voltada para a ressocialização de seus detentos, possuindo atividades de educação e profissionalização, contando com uma indústria de joias e semijoias em suas dependências, onde os detentos trabalham, o que diminui sua pena em um dia a cada três dias trabalhados. Há uma cadeia pública destinada a abrigar presos que ainda aguardam julgamento. Encontra-se em construção um presídio feminino.
Há, ainda, o Tiro de Guerra 10-005, integrante da 10ª Região Militar, sediada em Fortaleza.
Juazeiro do Norte faz parte da rede de cidades integrantes do Programa Nacional de Segurança Pública com Cidadania (PRONASCI), desenvolvido em conjunto com a Secretaria da Segurança Pública e Cidadania de Juazeiro do Norte e Guarda Civil Municipal.

### Mídia
O município conta com uma emissora de caráter educativo, a TV Verde Vale; e desde 1° de outubro de 2009, com a TV Verdes Mares Cariri, emissora comercial pertencente ao Sistema Verdes Mares de Comunicação e afiliada a TV Globo, além de retransmissoras das principais emissoras de Fortaleza.
A cidade possui nove emissoras de rádio, sendo sete Fm's - Rádio Tempo FM 101,5 MHZ, Rádio Vale FM 99,9 MHZ, Rádio Juazeiro FM 105,9 MHZ, Rádio Salesiana Padre Cicero 104,9 MHZ, FM Progresso 97,9 MHZ, Lembranças FM 100,8 MHZ e FM Gospel 103,7 | duas AM's - Rádio Iracema do Cariri 850 kHz e Rádio Verde Vale AM 570 kHz.
A Imprensa escrita local conta com o Jornal do Cariri, Gazeta de Notícias e a Folha da Manhã. Entretanto, a liderança neste segmento é dividida pelos jornais O Povo e Diário do Nordeste, ambos de Fortaleza.

## Cultura

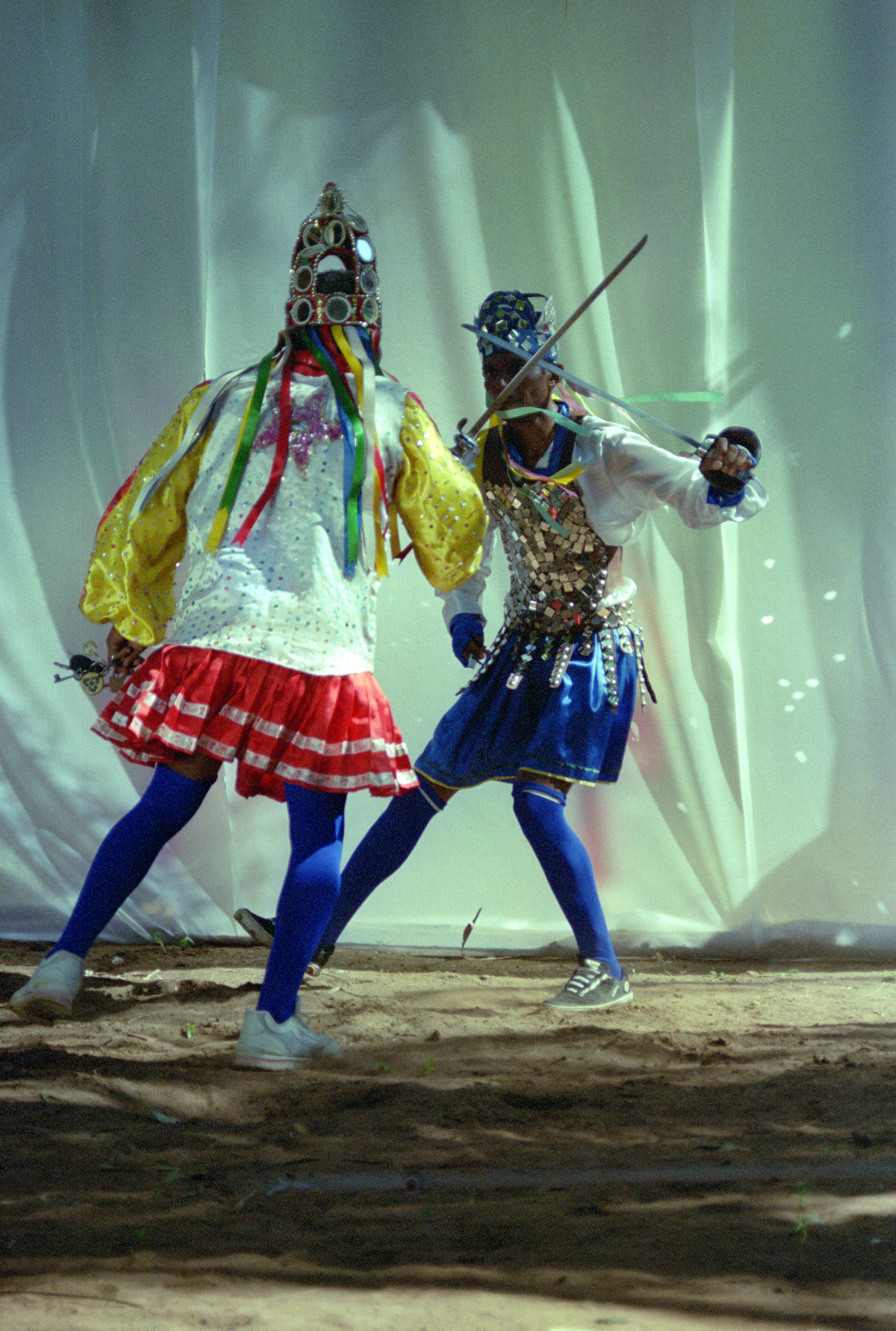
Reisado em Juazeiro do Norte

Juazeiro é uma cidade de grande efervescência cultural. Pesquisa feita pela UFRJ em todo o país e divulgada em março de 2009, constatou que a cidade de Juazeiro do Norte é a maior em população envolvida em atividades culturais. Esse caldeirão de cultura, tem registrados junto a secretaria de cultura do estado, 72 grupos de cultura popular. Existem vários grupos folclóricos de reisado, maneiro-pau e malhação de Judas, entre outros. A literatura de cordel e a xilografia também são bastante difundidas, especialmente em função da Academia de Cordelistas de Juazeiro do Norte e a editora Lira Nordestina da Universidade Regional do Cariri.

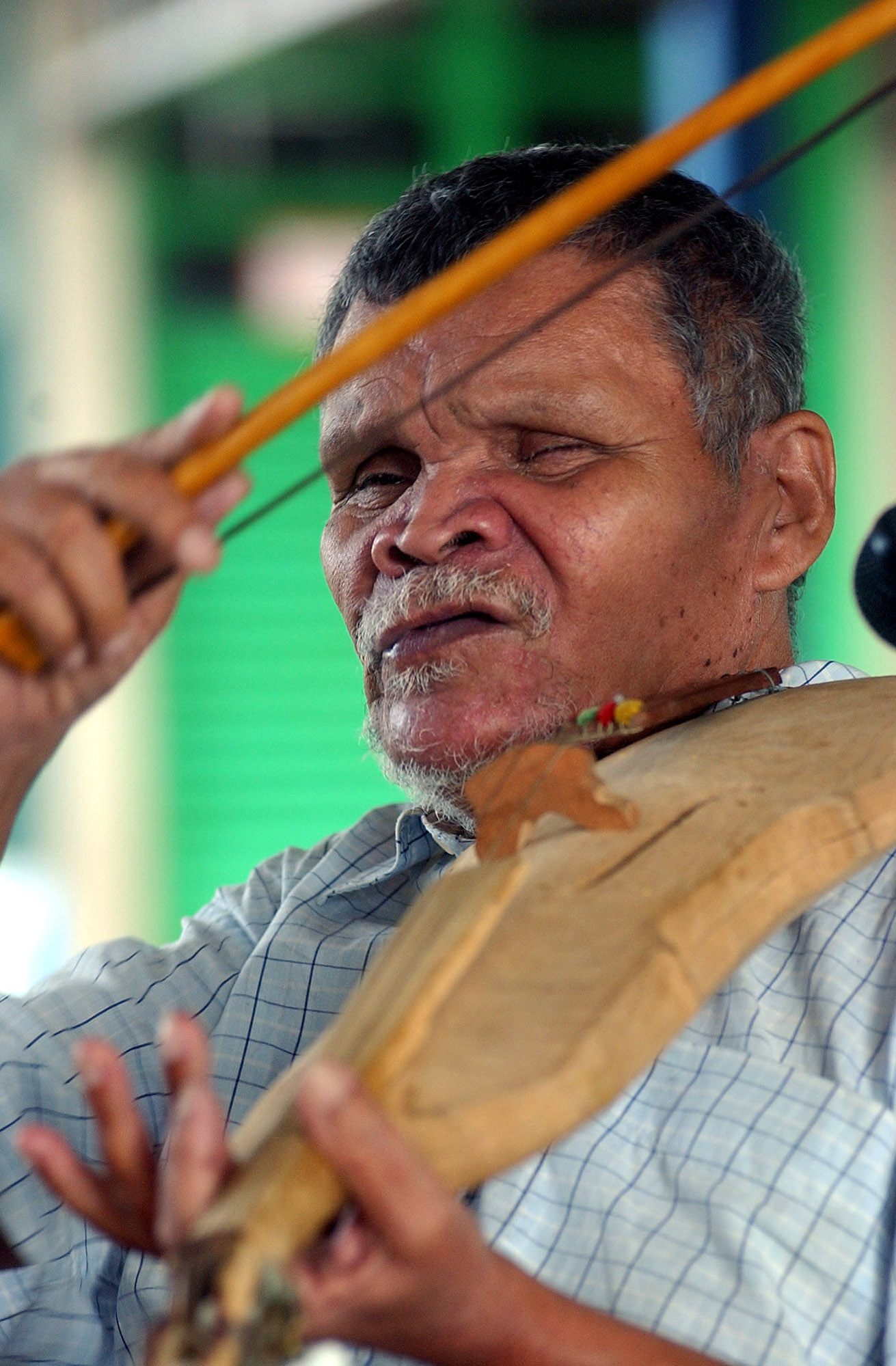
José Oliveira, tocador de Rabeca de Juazeiro do Norte

Na música, o forró sobressai como ritmo predominante, destacando-se Alcymar Monteiro, Luiz Fidélis e Santanna, músicos juazeirenses consagrados em toda a Região Nordeste do Brasil. Em 2001 Alcymar Monteiro, na época secretário de cultura, criou o Juaforró, uma festa junina que hoje está entre as maiores do gênero. O repente é muito popular, especialmente em época de romaria, ocasião em que os violeiros saem pelas ruas fazendo versos e desafios de rimas. Outros ritmos conquistaram espaço em Juazeiro, como é o caso do rock, axé e Música eletrônica, existindo várias bandas independentes. As escolas públicas de Juazeiro mantêm a tradição das fanfarras, sendo que nas comemorações da independência do Brasil elas desfilam pela cidade. Outra tradição mantida é a da rabeca, instrumento arcaico semelhante ao violino, havendo inclusive uma orquestra de rabecas em Juazeiro.
A fotografia é uma das artes que também tem destaque. Há evidência para temas ligados a cultura e a religiosidade. Destacam-se fotógrafos como Tiago Santana que publicou o livro "Benditos", Dada Petrole, que teve o livro "Moderatrix Cariri" premiado em segundo melhor trabalho do ano da University of Applied Science – De Design (Fachhochschule Münster FB Design), e concurso ADC 2007 como o único projeto  de na categoria “Fotografia e concepção”, prêmio oscar do Design na Europa.
O artesanato é um dos maiores expoentes culturais do município, tendo inclusive grande participação na economia de Juazeiro. O Centro Cultural Mestre Noza abriga um vasto acervo de peças artesanais.
O teatro se desenvolveu bastante a partir do final dos anos 1990. Até então, não existia nenhum teatro, atualmente são três. Além disso, os grupos teatrais se proliferam.
A dança é extremamente representada pela cultura popular dos reisados, bandas cabaçais e lapinhas. Desde 2006, a Alysson Amâncio Companhia de Dança desenvolve um trabalho de dança contemporânea. Com a criação da Associação Dança Cariri, várias ações foram iniciadas para pesquisa e produção da dança cênica, ganhando editais estaduais e nacionais como Prêmio Klauss Vianna 2008 e 2009.
O Juazeiro também conta com a melhor escola de ballet da região, o Ballet Rocha. Que iniciou as suas atividades em 2006 e desde então vem realizando trabalhos com competência visando a dança clássica. O Ballet Rocha também conta com um espaço estruturado e profissionais qualificados. Ao final de cada ano, o Ballet Rocha apresenta espetáculos encantando o público com a graciosidade e leveza que o ballet proporciona.

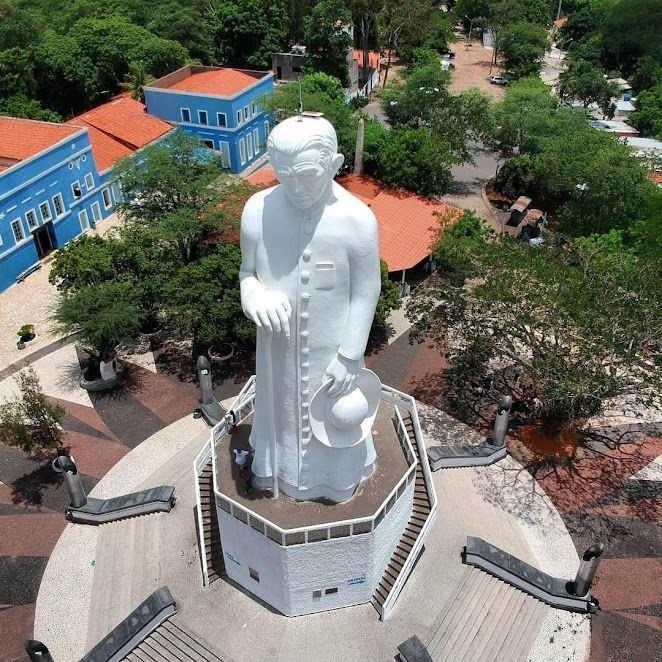
Estátua do Padre Cícero na colina do Horto.

A religiosidade popular é marcante. Milhões de romeiros se dirigem a Juazeiro para orar e para pagar promessas. Para se ter uma ideia da importância da religião para o município, todos os museus da cidade são de cunho religioso e existem, ainda, várias casas de milagres (locais onde os fiéis depositam peças representativas de milagres que acreditam ter alcançado). Na colina do Horto, ponto mais alto de Juazeiro, foi erguida uma estátua do Padre Cícero com 27 metros de altura, a quarta maior do mundo. Ainda no Horto, está o Museu Vivo do Padre Cícero com réplicas em cera de personalidades do município como Maria de Araújo, José Marrocos, Floro Bartolomeu, Aureliano Pereira e o próprio Padre Cícero.
Joaquim Rodrigues dos Santos, mais conhecido pela alcunha de "Seu Lunga", é um comerciante que faz parte da cultura popular de Juazeiro devido as diversas anedotas e cordéis associados ao seu temperamento. "Seu Lunga" faleceu em 22 de novembro de 2014, aos 87 anos de idade.

### Arquitetura e urbanismo

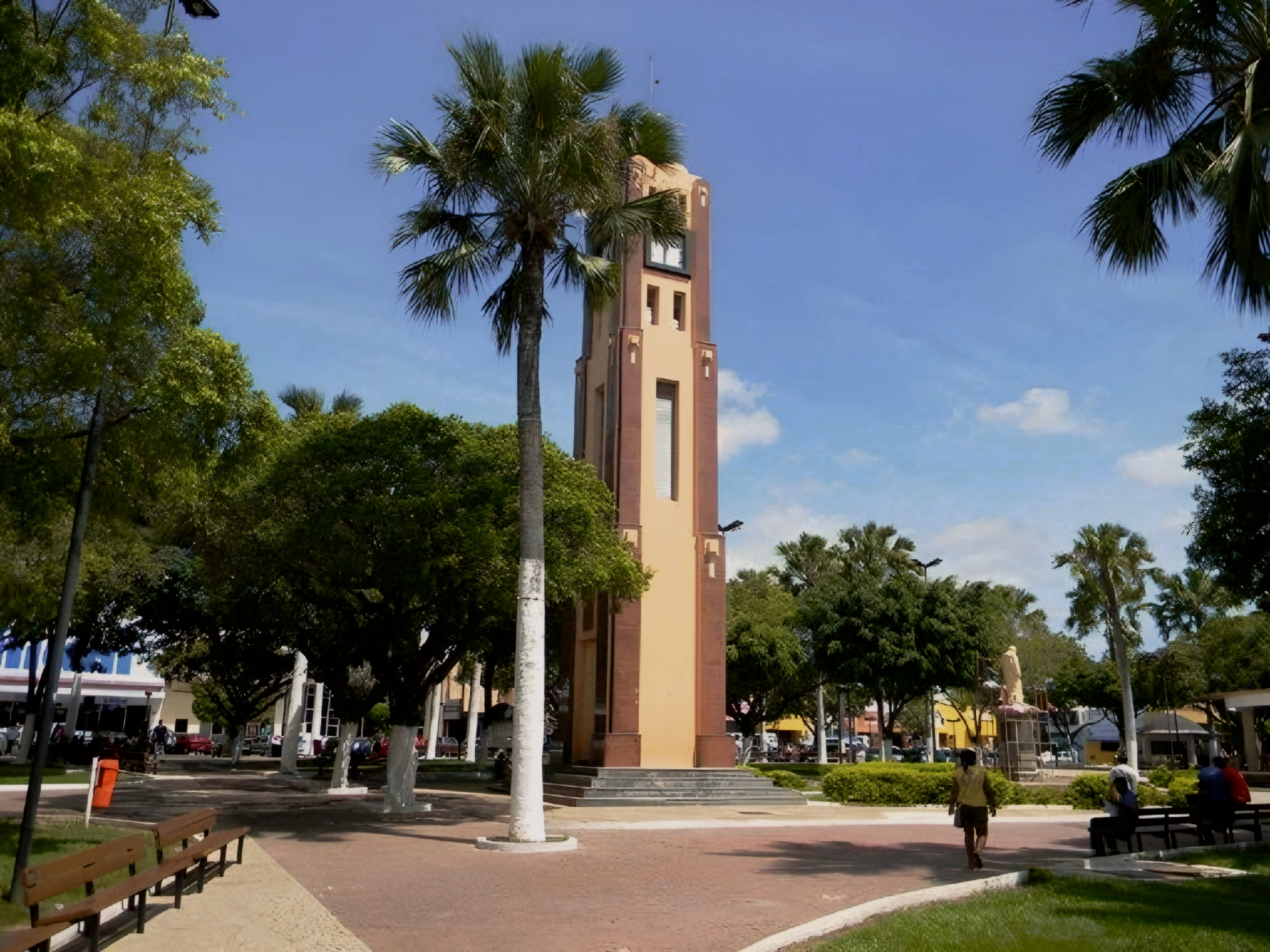
Praça Padre Cícero no centro de Juazeiro do Norte

Juazeiro cresceu de forma desordenada devido ao progresso rápido, em especial o Centro da cidade que passou por rápidas transformações sendo poucos os prédios antigos preservados. Dentre as construções mais imponentes da antiga arquitetura da cidade, pode-se citar a antiga Estação Ferroviária, transformada em um centro cultural, localizada na Praça dos Ourives; a Coluna da Hora, destaque central da Praça Padre Cícero; O Teatro Municipal Marquise Branca, antigo abatedouro da cidade; A Igreja Matriz e a Capela do Socorro, onde o Padre Cícero está sepultado; O casarão da Família Bezerra de Menezes, e dois casarões pertencentes ao Padre Cícero, onde atualmente funcionam museus dedicados ao sacerdote.
A arquitetura moderna conta com um rápido processo de verticalização. O urbanismo é limitado nas áreas já ocupadas, mas algumas ruas ao longo dos últimos anos foram alargadas. Os bairros mais distantes e planejados recentemente contam com avenidas largas ainda em desenvolvimento. O parque Ecológico das Timbaúbas faz parte deste contexto urbanístico com a preservação ambiental em perímetro urbano numa área detentora de importante manancial hídrico, entretanto poluído por falta de uma boa rede de esgotos. Tal área é conhecida como Várzea das Timbaúbas, entretanto seu espaço preserva apenas pequena parte da área total desta várzea.

### Pontos culturais
Centros culturais

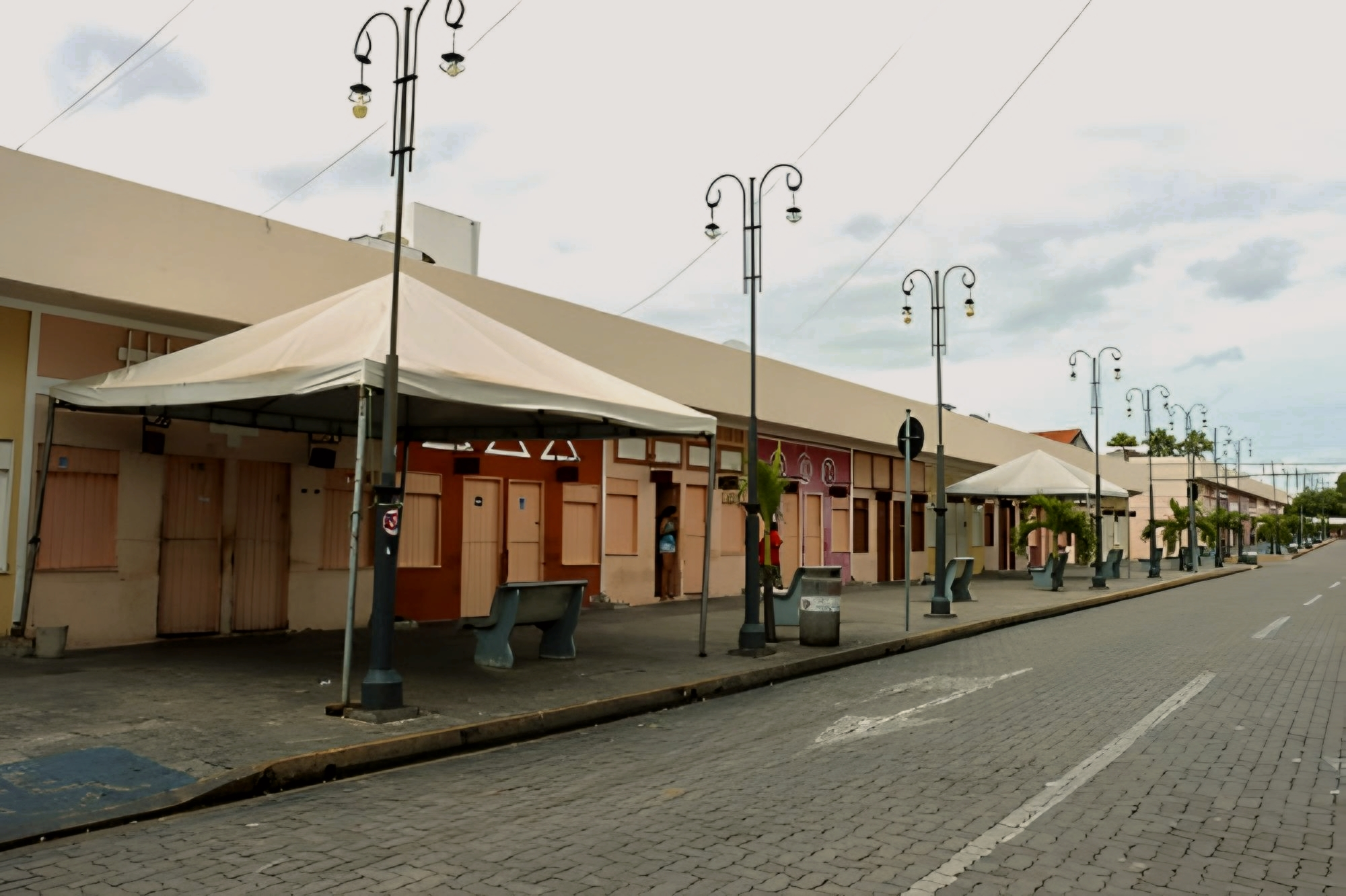
Alameda Juazeiro localizada no centro da cidade

- Centro  Cultural Banco do Nordeste:

Mantido pelo Banco do Nordeste, possui teatro, centro de exposições e biblioteca. Realiza diariamente apresentações teatrais e musicais, além de exposições de artes plásticas, fotos e peças artesanais.
- Centro Cultural Mestre Noza:

Localizado no prédio da antiga cadeia pública, abriga artesãos do município e promove exposição permanente de suas obras.
•   Centro Cultural Daniel Walker:
Inaugurado em 2024, está localizado na antiga estação ferroviária da cidade. O espaço conta com uma exposição fixa sobre a história ferroviária do Cariri cearense, além de exposições temporárias e uma cafeteria temática que serve pratos típicos da região.
Museus
- Memorial Padre Cícero:

Recria a história de Juazeiro reunindo fotos, documentos e objetos históricos. No Memorial, estão panos usados para enxugar o sangue derramado no suposto milagre da hóstia e o canhão tomado na Sedição de Juazeiro.
- Museu Vivo do Padre Cícero:

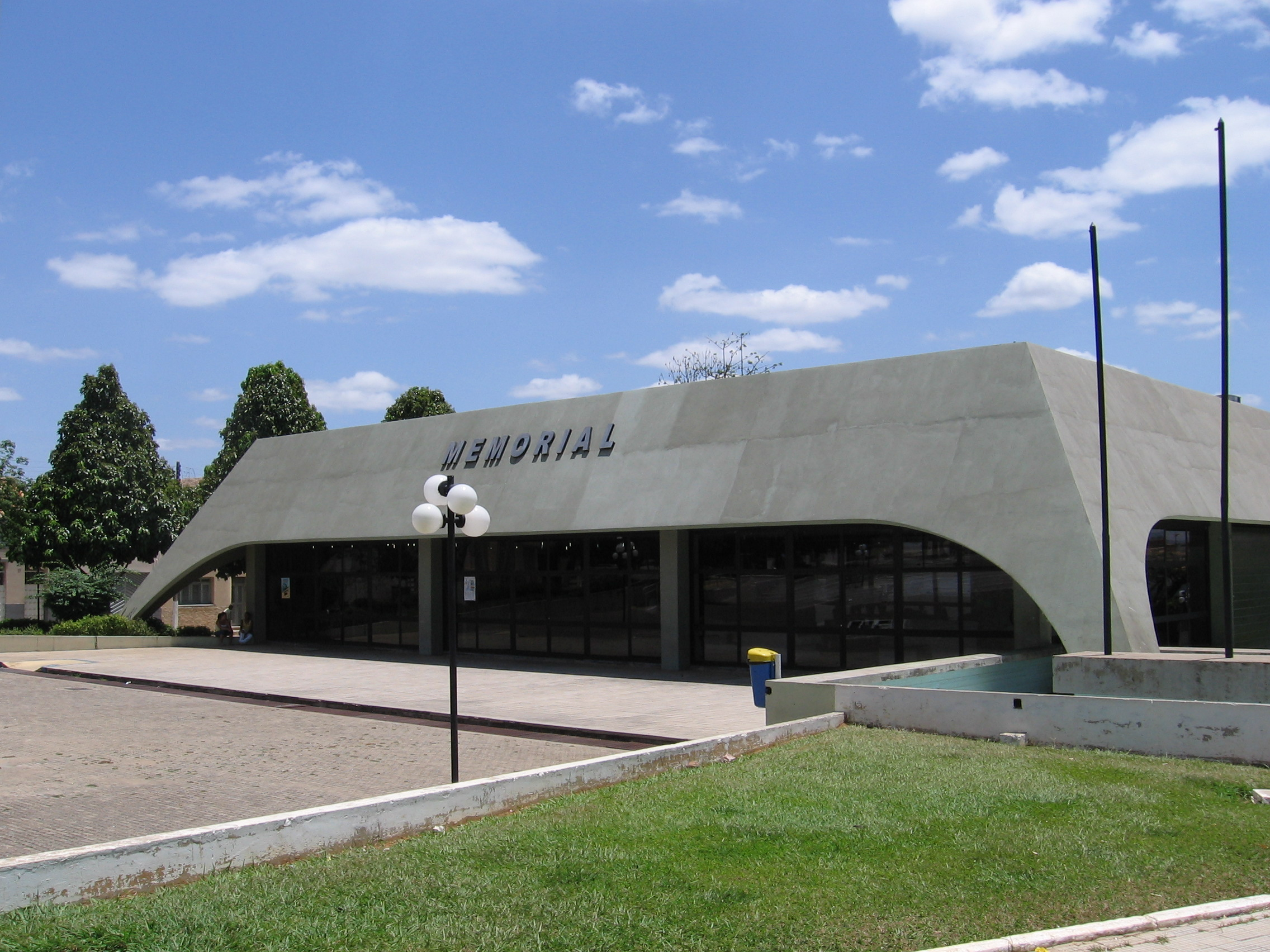
Memorial do Padre Cícero

Misto de museu e casa de milagres, apresenta esculturas em cera de personalidades do município e peças depositadas por romeiros como representação de milagres. No acervo, destacam-se uma camisa da seleção brasileira de futebol assinada por Djalminha e uma camisa do Clube de Regatas Flamengo assinada pelo diretor de futebol da equipe.
- Museu Padre Cícero:

Localizado na casa onde o sacerdote viveu, o museu reúne seus objetos pessoais.
- Museu Monsenhor Murilo

Localizado na rua Padre Cícero, o museu está localizado em sua própria casa onde morou por muitos anos.
Bibliotecas
- Biblioteca Municipal de Juazeiro do Norte

Funciona em um edifício com andar superior no centro da cidade.
Teatros
- Teatro Marquise Branca:

Inaugurado em 2001, localiza-se em um dos prédios mais antigos de Juazeiro que estava abandonado há anos.

### Trilhas
• Caminho do Santo Sepulcro.
Santo Sepulcro é um lugar onde o Pe. Cícero ia para meditar e rezar. O acesso ao local não é muito fácil, mas atrai doversos fiéis em busca de reza e passagem pelas brechas das características pedras existentes ali. O Santo Sepulcro fica localizado na Colina Horto, a alguns quilômetros da estátua do Pe. Cícero. As rochas presentes no local são afloramentos do embasamento cristalino, camada base da Bacia do Araripe, de mais de 650 milhões de anos, razão pela qual a Colina do Horto é um geossítio.

### Esporte
Juazeiro possui quatro clubes profissionais de futebol, o Icasa, o Guarani de Juazeiro, o Juazeiro e o Campo Grande. O duelo entre as duas principais equipes da cidade é conhecido no Ceará como Derby Juazeirense e é o maior clássico do interior do estado. O estádio municipal Mauro Sampaio,o Romeirão, é o local onde os quatro clubes mandam seus jogos. O centro de Treinamento do Icasa é o Praxedão, um estádio menor localizado em um bairro nobre da cidade. Atualmente, a sede do Icasa já oferece à jovens do município uma Escolinha de Futebol, promovendo os estudos além da prática do esporte. O Guarani de Juazeiro também conta com um centro de treinamento que se localiza no bairro Monsenhor Murilo.